# Ho Chi Minh City Metro

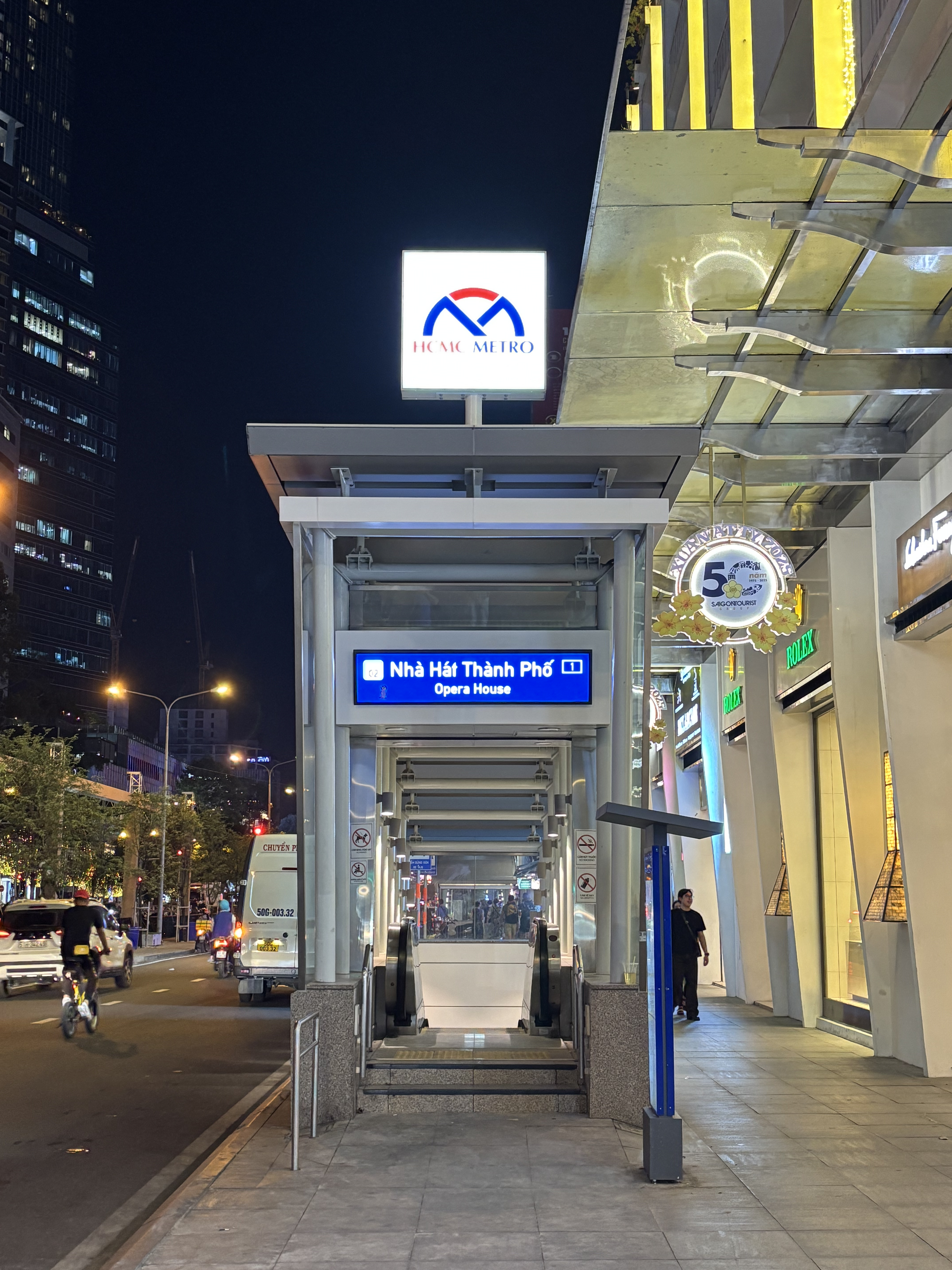
Opera House station

Ho Chi Minh City Metro är en tunnelbana som betjänar Ho Chi Minh-staden (Saigon) i Vietnam och består av endast en linje. Tunnelbanan började byggas 2012 och den första linjen stod klar december 2024 och linje två började byggas februari 2024. Största delen av linje 1 går ovan mark och endast 2,6 km ligger under jord med tre stationer i centrala staden.

## Historik
10 april 2007 bestämde stadsstyret att bevilja 1,1 miljarder Amerikanska dollar till Linje 1. Japan Bank for International Cooperation beviljades $904.7 miljoner dollar för att finansiera 83% av kostnaderna, medan stadsstyret stod för 186.6 miljoner dollar.
Linjen skulle vara 19.7 km lång och gå från Ben Thanh Market, under marken i 2.6 km förbi Operan, Ba Son Shipyard och över Saigonfloden på en bro igenom Distrikt 2 på väg till Suoi Tien Park och terminalen i Long Binh i Distrikt 9. Arbetet med att bygga en depå värd 28 miljoner dollar på Long Binh för Linje 1, startade 21 februari 2008. Resten av linjen började byggas 2012 kraftigt försenad och invigdes slutligen 22 december 2024.
Dagens nät (från december 2024):
| Linje   | Sträcka                        | Öppnad | Längd   | Stationer |
| ------- | ------------------------------ | ------ | ------- | --------- |
| Linje 1 | Bến Thành - Suối Tiên Terminal | 2024   | 19,7 km | 14        |

Tekniska parametrar:
- Plattformslängd: 125 m
- Genomsnittligt avstånd mellan stationerna 700 – 1 300 m
- Max hastighet: 80 km/h
- Headway: 4 min. (min. 2 min.)
- Spårvidd:  1 435 mm
- Tågbredd: 3 m

## Plan
Enligt planteckningarna som offentliggjordes i februari 2001, som uppdaterades 2013, kommer tunnelbanans inre del innehålla följande linjer:
| Linje             | Längd (km) | Antal stationer | Linje                                                                            |
| ----------------- | ---------- | --------------- | -------------------------------------------------------------------------------- |
| Linje 1           | 19.7       | 14              | Bến Thành ↔ Suối Tiên Terminal                                                   |
| Linje 2           | 48         | 42              | Củ Chi ↔ Thủ Thiêm Station                                                       |
| Linje 3a Linje 3b | 19.8 12.2  | 17 10           | Bến Thành ↔ Tân Kiên Cộng Hoà Junction ↔ Hiệp Bình Phước (Thủ Đức City)          |
| Linje 4 Linje 4b  | 35.75 3.2  | 32 3            | Thạnh Xuân ↔ Hiệp Phước Gia Định Park (Linje 4) ↔ Lăng Cha Cả Junction (Linje 5) |
| Linje 5           | 23.39      | 22              | New Cần Giuộc Bus Station ↔ Saigon Bridge                                        |
| Linje 6           | 6.8        | 7               | Bà Quẹo Junction ↔ Phú Lâm Junction                                              |